# ميشيل هامر
ميشيل هامر (بالإنجليزية: Michelle Hamer)‏ هي فنانة منسوجات ‏ أسترالية، ولدت في 1975م.

## وصلات خارجية
- الموقع الرسمي